# Torenwijck

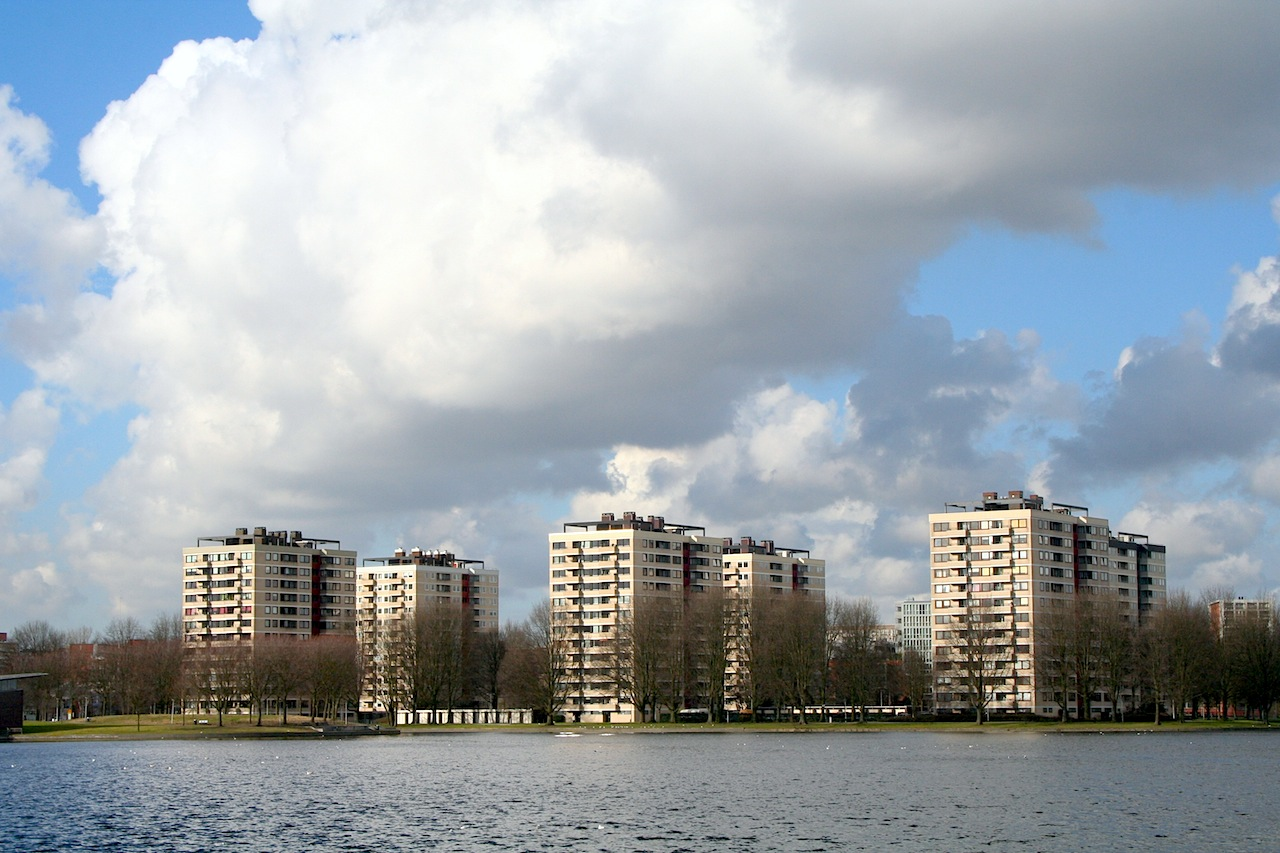
De Sloterplas, met links van het midden het begin van de Osdorpergracht met daarachter Torenwijck (maart 2010)

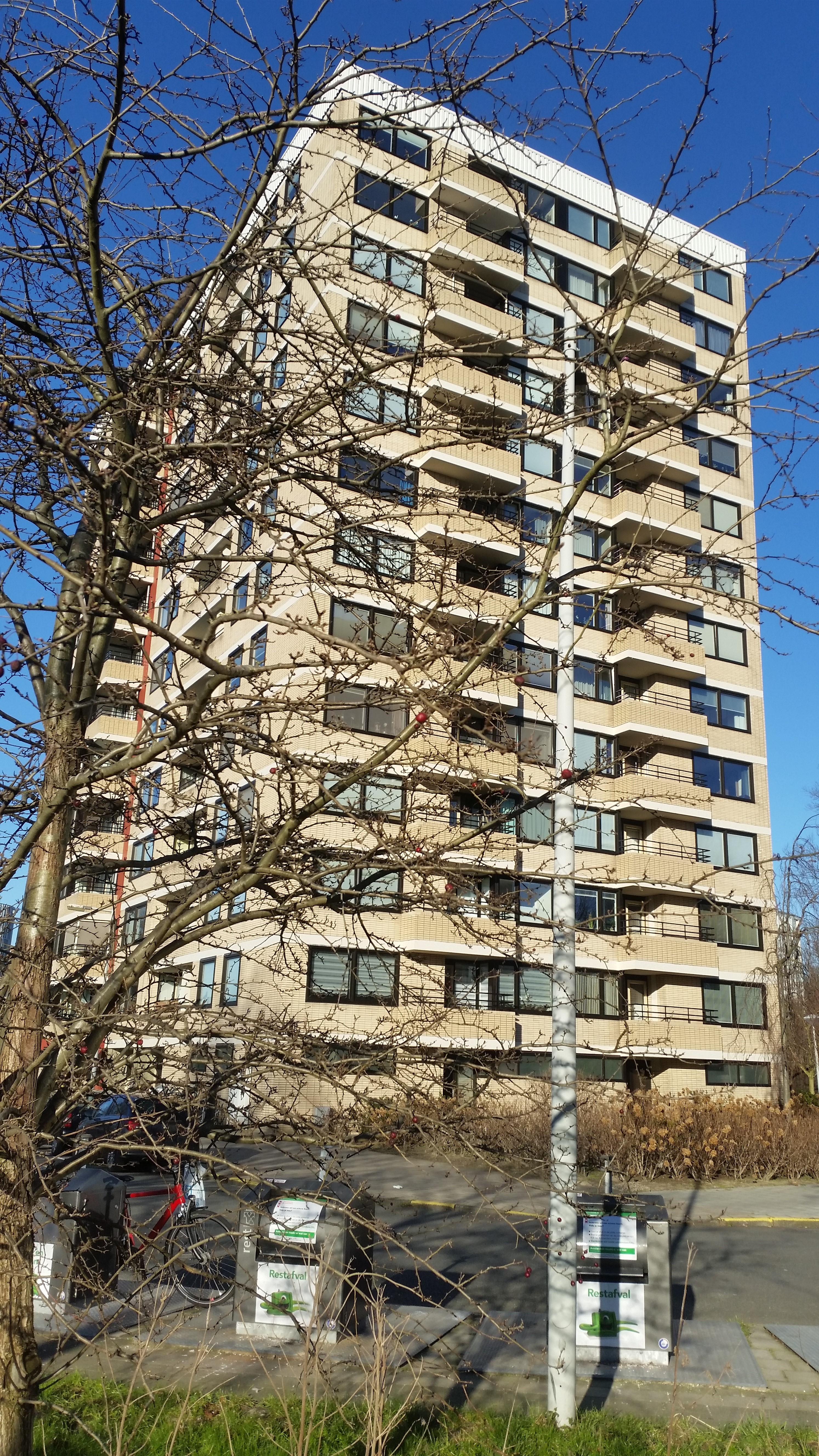
Ruimzicht 3-37, een van de flats (februari 2019)

Torenwijck is een buurtje in het oostelijk deel van de Amsterdamse tuinstad Osdorp, buurt  Meer en Oever. Ze is vernoemd naar de torenflats, die hier staan. 

## Ligging en geschiedenis
De wijk is gelegen aan het Meer en Vaart aan de zuidzijde van de Sloterplas en ligt op een soort uitstulping van land in de Sloterplas. De buurt kent maar twee straten Ruimzicht en Vrijzicht, beide per raadsbesluit van 27 juni 1963 vernoemd naar voormalige boerderijen (aan de Uitweg) in de voormalige gemeente Sloten. Die gemeente werd in 1921 geannexeerd door de gemeente Amsterdam. De boerderijen werden gesloopt toen Amsterdam hier begon te bouwen aan de tuinstad.

## Bebouwing
De wijk bestaat uit een zestal torenflats en garageboxen, vier flats aan Ruimzicht en twee aan Vrijzicht. De twee woonstraten lopen rondom de flats en lopen in elkaar over. Dit waren destijds in Osdorp de eerste torenflats van dit type, de galerijflats aan het nabijgelegen Geer Ban waren al eerder gebouwd. De flats zijn elk twaalf verdiepingen hoog met elk bij oplevering 72 flats, variërend van twee- tot vierkamerwoningen met daaronder bergingen. Rond 20 juni 1963 ging de eerste heipaal de grond in voor deze zestal flats naar een ontwerp van architect Wouter van de Kuilen (1923-2003) van Architectenbureau Wieger Bruin, Vink en Van de Kuilen. De flats kregen in het begin de onelegante bijnaam Toeters. Er werd ingeschat de er anderhalf jaar gebouwd moest worden, maar die termijn werd niet gehaald. In april 1965 werd aangekondigd dat de vermoedelijke (eerste) oplevering zou plaatsvinden begin 1966. Destijds werden ze aangeprezen als zeer luxe met natuurstenen vensterbanken, ruime slaapkamers, luxe badkamers (met Venetiaans mozaïek), sanitair van kristalporselein en extra luxe keukenblokken van Bruynzeel Keukens. Voorts waren er "snelliften" en isolerende beglazing. Er was in 1965 gelegenheid tot het bezichtigen van een modelwoning.  De makelaar had destijds als slogan "Het Skandinavië van Amsterdam". De eerste flats werden betrokken terwijl de aannemer nog bezig was met de andere torens. Ondanks een hevige reclamecampagne voor de flats, bleek het moeilijk de flats te verkopen. Er was in 1967 nog zoveel ruimte over dat de gemeente eenheden huurde om er 50 verpleegsters van het bejaardenverpleegtehuis Meer en Vaart in onder te brengen. Eind 1967 konden de terreinen ingericht worden, waarna er ook sprake was van een te leggen rechtstreekse verbinding met het Sloterpark via brug 679, die pas in 1971 kwam. In 1969 werd er een oeverterras met keermuur gemaakt door de Dienst der Publieke Werken.
In het begin van de 21e eeuw werd Meer en Vaart ingrijpend vernieuwd in verband met de komst van de Westtangent. Torenwijck bleef deze ontwikkelingen bespaard, wel werd er vanaf Torenwijck ondanks protesten in 2018 een voetbrug over de Osdorpergracht gelegd, zodat bewoners en wandelaars en trimmers komend uit en gaand naar het Sloterpark niet meer over de drukke verkeersbrug in Meer en Vaart hoefden.   
Er gaan stemmen op om de torenflats tot naoorlogs monument te verklaren, zodat ze niet gesloopt kunnen worden in het kader van eventuele verdere stadsvernieuwing. Een van de flats droeg enige tijde in grote letters de naam "Torenwijck"

## Openbaar vervoer
Torenwijck zelf heeft geen openbaar vervoer; de wegen hier zijn in wezen een doodlopende weg; er is maar een toegangsweg voor gemotoriseerd verkeer. Op Meer en Vaart tegenover de wijk bevindt zich de bushalte "Osdorper Ban" (voorheen "Vrijzicht"). Ongeveer 500   meter zuidelijker bevindt zich een tram en (bus)halte aan het Meer en Vaart tegenover het Osdorpplein en Sloterplas. De halte heeft de naam "Osdorpplein Noord" (voorheen "Ruimzicht") en ligt aan de overzijde van de Osdorpergracht. Er bestaan al een andere halte met de naam Meer en Vaart. De standplaats Osdorpplein Noord van bus 61 ligt echter langs de Osdorpergracht. 